# زبان هلندی
زبان هُلَندی (به هلندی: Nederlands)، (به انگلیسی: Dutch) یک زبان طبیعی از شاخه ژرمنی خانواده زبان‌های هندواروپایی با سامانه نوشتاری لاتین است. همچنین زبان ملی هلند ، دارای گرامر هلندی و یکی از سه زبان رسمی بلژیک است. البته زبان هلندی بلژیک را فلَندری می‌نامند.

## پیشینه
تاریخ زبان هلندی (نیدرلندی)، در اصل از زبان گروه راین ـ وزر و به‌ویژه زبان مردم فرانک (که در طول سده‌های چهارم و پنجم پیش از میلاد، به بیشتر نواحی این سرزمین وارد شدند) اشتقاق شده‌است.
گسترش زبان نیدرلندی امروزی، با تاریخ سیاسی و اقتصادی منطقه گره خورده‌است. در میانه سده شانزدهم، کلام براباند (Brabant) و شهرهای عمده آنت‌ورپ (Antwerp) و بروکسل می‌رفت که این زبان، برای تمام منطقه نیدرلندی زبان، معیار گردد. سپس شورش در برابر اسپانیا روی داده و در طی آن، ایالت شمالی هلند از ایالت‌های جنوبی نیدرلندی جدا گردید.
این انشقاق سیاسی میان ایالات‌های متحد هلند در شمال و هلند اسپانیا در جنوب، دارای پیامدهای زبانشناختی درازآهنگ بود. تسلط فرهنگی فرانسه در جنوب در طی دوران فرمانروایی فرانسوی‌ها در فاصله سال‌های ۱۸۱۴–۱۷۹۵ افزایش یافت اما در طول سالیانی که هلند و بلژیک مستقلاً متحد گردیدند (۳۰–۱۸۱۵) این غلبه فرهنگی کاهش یافته و دوباره ـ پس از تأسیس پادشاهی بلژیک در سال ۱۸۳۰ ـ رو به تزاید نمود. اما بعدها به قانون ۱۹۳۸ دربارهٔ این زبان انجامید که به موجب آن، زبان نیدرلندی، تنها زبان اداری در بلژیک شمالی شد و بعدها زبان نیدرلندی معیار ـ که در هلند برقرار شده بود ـ برای بلژیک شمالی نیز پذیرفته شد.

## حوزه گسترش

درصد زبان‌های مورد استفاده بر روی اینترنت

با وجودی که زبان هلندی و هلندیِ بلژیک یکی هستند و دارای زبان معیار یکسانی هستند در زبان انگلیسی به زبان هلندی مردم هلند عبارت Dutch (هلندی) گفته می‌شود و عبارت Flemish برای فلاندری (هلندی بلژیک) بکار می‌رود. مورد استثناء، استان فریسلاند هلند است که در آن زبان فریزی رواج دارد. افزون بر اینها، در شمال بلژیک و بخش کوچکی از فرانسه که در غرب بلژیک قرار دارد نیز به این زبان تکلم می‌شود. زبان هلندی همچنین به‌عنوان زبان اداری در سورینام و آنتیل‌های هلند که مستعمرات سابق هلند می‌باشند استفاده می‌شود.
زبانی اشتقاقی از این زبان که آفریکانس نام دارد یکی از زبان‌های ملی جمهوری آفریقای جنوبی می‌باشد (زبان دوم، انگلیسی است).

## مشخصات
هلندی به‌عنوان یک زبان نوشتاری، کاملاً یکنواخت است. این زبان نوشتاری، در هلند و بلژیک تفاوت دارد اما این اختلاف، حتی کم‌تر از اختلاف میان انگلیسی نوشتاری در آمریکا و بریتانیا است. اما به عنوان زبانی گفتاری، زبانی بسیار گونه‌گون است.
در یک سو، هلندی معیار قرار دارد که Algemeen Beschaafd Nederlands (هلندی همگانی فرهیخته) خوانده می‌شود. این زبان، برای مقاصد رسمی و عمومی و زبان آموزش در مدرسه‌ها و دانشگاه‌ها است. هلندی معیار، در همه جا کمابیش یکنواخت است، اگرچه متکلمان آن، به سبب تکیه در سخن گفتن، منطقه که از آن آمده‌اند را نشان می‌دهند. از دیگر سو، گویش‌های محلی قرار دارد که میان خانواده و دوستان و نیز افراد یک روستا به کار می‌رود.